# Hel van het Mergelland 2009
L'Hel van het Mergelland 2009, trentaseiesima edizione della corsa, valido come evento dell'UCI Europe Tour 2009 categoria 1.1, si svolse il 4 aprile 2009 su un percorso di 190,8 km. Fu vinto dall'italiano Mauro Finetto, che terminò la gara in 4h 40' 16" alla media di 40,675 km/h.
Furono 49 i ciclisti che portarono a termine la competizione.

## Ordine d'arrivo (Top 10)
| Pos. | Corridore        | Squadra         | Tempo    |
| ---- | ---------------- | --------------- | -------- |
| 1    | Mauro Finetto    | CSF Group       | 4h40'16" |
| 2    | Federico Canuti  | CSF Group       | s.t.     |
| 3    | Wouter Mol       | Vacansoleil     | a 31"    |
| 4    | Koos Moerenhout  | Rabobank        | s.t.     |
| 5    | Jonathan Hivert  | Skil-Shimano    | a 39"    |
| 6    | Borut Božič      | Vacansoleil     | a 53"    |
| 7    | Tom Stamsnijder  | Rabobank        | s.t.     |
| 8    | Marco Frapporti  | CSF Group       | s.t.     |
| 9    | Dmitrij Kozončuk | Rabobank        | a 1'00"  |
| 10   | Dirk Bellemakers | Landbouwkrediet | a 3'09"  |